# Bulnesia arborea
Bulnesia arborea är en pockenholtsväxtart som först beskrevs av Nikolaus Joseph von Jacquin, och fick sitt nu gällande namn av Adolf Engler. Bulnesia arborea ingår i släktet Bulnesia och familjen pockenholtsväxter. Inga underarter finns listade i Catalogue of Life.